# Daniel Simon
Pour les articles homonymes, voir Simon.
Œuvres principales
Ventre de papier
Eldorado
Premiers chants
Ne trouves-tu pas que le temps change ?
Ce n'est pas rien
Daniel Simon est un écrivain, metteur en scène, dramaturge et éditeur belge né le 12 février 1952 à Charleroi, en Belgique

## Biographie
Il vit son enfance dans la région de Bruxelles, puis à l'internat en Gaume. Il s'installe au Grand-Duché de Luxembourg et se marie à Liège dans les années 1970. À cette époque, dans le sillage de l'après Mai 68, il effectue de nombreux voyages et travaille comme animateur culturel et éditeur pendant une dizaine d'années. Il aborde le théâtre comme comédien-animateur et se met à écrire des scénarios pour enfants.
Après avoir suivi une formation d’enseignant en français et histoire, il conclut ensuite une licence en études théâtrales au Centre d'études théâtrales de l'UCL en 1986.
Il travaille encore comme directeur de centre culturel, journaliste et éditeur artisanal (sérigraphie, typo, offset…) de 1972 à 1995.
De 1990 à 2009, il enseigne l'histoire et la philosophie du théâtre dans la section scénographie de l'Institut supérieur Saint-Luc de Bruxelles. Il poursuit en tant que professeur en recherches documentaires (stylisme, décoration d'intérieur), formateur et expert dans le domaine de la communication à UCL Mons (ou FUCaM), collaborateur au Centre de sociologie du théâtre de l’Université libre de Bruxelles, animateur d'ateliers d'écriture, conférencier, conseiller culturel pour de nombreuses associations et institutions en Belgique et à l’étranger, metteur en scène et écrivain.
Il crée et anime le Théâtre de la Menterie (théâtre jeune public) de 1986 à 1990 à Bruxelles où il crée sa première pièce, Ventre de papier, qui est traduite en néerlandais, arabe, portugais et connaît de nombreuses mises en scène.
De 1989 à 1990, il est conseiller littéraire au Théâtre national de Belgique.
Il est directeur artistique de la compagnie théâtrale des Zygomars (théâtre jeune public, Namur) de 1995 à 2000.
Directeur de la compagnie Théâtre Traverse (théâtre pour adultes, Bruxelles) depuis 1992, devenue Traverse (création, animation, formation, production depuis 2000), il collabore à de nombreux projets artistiques et culturels en Europe, principalement avec le Portugal. Rejoignant sa passion de l’édition, il propose à Pierre Bertrand, le directeur des éditions Couleur livres, de créer et d’animer la collection et la revue des récits de vie Je depuis janvier 2006. En 2011, il crée la revue Les Feuillets de corde.
En 2014, il crée les Éditions Traverse.

### Nouvelles
- Dans le parc, Éditions M.E.O., 2011, nouvelles
- Ne trouves-tu pas que le temps change ?, Éditions Le Cri, 2011, nouvelles ((lauréat du prix Gauchez-Philippot 2012)
- À côté du sentier, Éditions M.E.O., 2015, nouvelles
- Autobiographie rêvée, Couleurs livres, 2015, nouvelles
- Ce n'est pas rien, M.E.O., 2018, nouvelles

### Poésie
- Épiphanies, Maison d'Amay, 1999, poésie
- D'un pas léger, Le Taillis Pré, 2007, poésie
- Quand vous serez, Éditions M.E.O., 2012, poésie
- Au prochain arrêt je descends, Les Carnets du Dessert de Lune, 2019, poésie

### Théâtre
- Premiers chants, Éditions Lansman/Nocturnes, 1989, théâtre
- La Moitié du monde, Éditions Nocturnes, 1990, théâtre
- Les Petites Manœuvres, Promotion Théâtre, 1990, théâtre
- Ventre de papier, Éditions Lansman, 1991, théâtre
- Snipers, Groupe Aven, 1996, théâtre
- Hors de moi, Traverse, 2016, théâtre

### Essais
- L'École à brûler, Couleur livres, 2008, essai
- La Troisième Séance, Couleurs livres, 2009, essai
- Je vous écoute, Couleurs livres, 2009, essai
- Lettre au Grand Saint : Lettre à saint Nicolas à propos du père Fouettard et autres avatars, Couleurs livres, 2017, essai
- Positions pour la lecture, Couleurs livres, 2019, essai

## Théâtre

### Dramaturge[3]

#### Pièces pour jeune public depuis 1986
- 1986 : Ventre de papier, Théâtre de la menterie
- 1987 : Visite en noir et blanc, Théâtre de la menterie
- 1987 : Eldorado, Compagnie des mutants
- 1989 : Les Heures creuses, Théâtre de la Menterie
- 1989 : Premiers Chants, Créa-Théâtre
- 1990 : La Moitié du monde, Créa-Théâtre
- 1995 : Régime de nuit, Théâtre des Zygomars
- 1997 : Le Rêve du jardin,  Théâtre des Zygomars
- 1997 : Gros-maigre, Théâtre des Zygomars
- 1997 : Le Scribe de l'archipel, Théâtre du Chakipesz
- 1998 : Océans, Théâtre des Zygomars
- 2000 : Le Marchand de caresses, Le Magasin des histoires
- 2001 : Mercador de caricias (version portugaise du Marchand de caresses, traduction, adaptation et jeu par José Géraldo, Coïmbra, Portugal)
- 2006 : Le Chantier, Créa-Théâtre

#### Pièces pour adultes
- 1976 : Scènes de la vie quotidienne, Théâtre universitaire de l’Université de Liège
- 1986 : Incognito, Le Grand Parquet
- 1990 : Les Petites Manœuvres, Compagnie Vincent Auvet
- 1996 : Snipers, Théâtre Varia
- 1996 : Souvenirs du Portugal (in Démocratie mosaïque , Editions Lansman)
- 1996 : Dernier Chant (in P.P. Pasolini, 20 an, Editions Lansman)
- 1997 : La Veillée (in Démocratie mosaïque II, Éditions Lansman)
- 1997 : Le Lamento des gnons (in Revue Archipel)
- 1998 : Les Catacombes du blanc (in Revue Archipel)
- 2000 : L'Isoloir (in Démocratie mosaïque I, Editions Lansman)
- 2000 : Trop près, Théâtre-Poème
- 2001 : Le Bazar de la charité, Festival d'Avignon
- 2003 : D'où viens-tu pirate ?, Théâtre des Martyrs
- 2004 : J'y suis, j'y reste (in Démocratie, j’écris ton nom, Editions Couleurs Livres, Charleroi, 2004)

#### Adaptations théâtrales
- 1991 : Stabat Mater de Jean-Pierre Verheggen, Théâtre Traverse
- 1994 : Artaud Rimbur de Jean-Pierre Verheggen, Théâtre-Poème
- 1995 : Le Jardin des fables de Jean de La Fontaine, Théâtre-Poème
- 1996 : Le Temps des Latins d'après les textes d'épicuriens et stoïciens, Théâtre-Poème
- 1998 : Le Temps des Latins II ou la Vertu des plaisirs d'après les textes d'épicuriens et stoïciens, Théâtre-Poème
- 1998 : L'Enragé de Schaerbeek d'après la correspondance de Michel de Ghelderode, Théâtre Poème
- 1998 : L'Atelier des songes d'après la correspondance de Michel de Ghelderode, Théâtre Poème
- 2004 :Modeste proposition pour les enfants perdus d’après Jonathan Swift, Théâtre Poème

### Metteur en scène
- 1990 : Estrades de Jean-Pierre Willemaers, Le Botanique
- 1991 : Corps et Tentations de Didier-Georges Gabily, Le Botanique
- 1991 : L'Ancien Régime de Luc Dellisse
- 1991 : Stabat Mater de Jean-Pierre Verheggen, Théâtre Traverse
- 1994 : Artaud Rimbur de Jean-Pierre Verheggen, Théâtre-Poème
- 1994 : Relevés de conteur de Didier Arcq
- 1995 : Le Jardin des fables de Jean de La Fontaine, Théâtre-Poème
- 1995 : Pasolini ou la Scène d'un destin-phare d'après des textes de P. P. Pasolini, Théâtre-Poème
- 1996 : Snipers, Théâtre Varia
- 1996 : Glossomanies de Christian Prigent, Théâtre-Poème
- 1996 : Opera buffa de Franck Venaille, Théâtre-Poème
- 1996 : Le Temps des Latins d'après les textes d'épicuriens et stoïciens, Théâtre-Poème
- 1996 : Iégor de Luc Dellisse d'après Charles Plisnier, Théâtre-Poème
- 1997 : Le Rêve du jardin,  Théâtre des Zygomars
- 1997 : Gros-maigre, Théâtre des Zygomars
- 1996 : Petit Matin, Grand Soir de Jacques De Decker, Théâtre-Poème
- 1998 : Océans, Théâtre des Zygomars
- 1998 : Le Temps des Latins II ou la Vertu des plaisirs d'après les textes d'épicuriens et stoïciens, Théâtre-Poème
- 1998 : Tanganika ou le Viol du tabernacle de Nzey Van Musala, Centre Wallonie-Bruxelles de Kinshasa
- 1998 : L'Enragé de Schaerbeekd'après la correspondance de Michel de Ghelderode, Théâtre Poème
- 1998 : Proust d’après A la Recherche du Temps perdu adapté par Luc Dellisseet Karann Guilbert, Théâtre Poème
- 1998 : Ceci n’est pas la pipe d’André Blavier (d’après l’œuvre d’André Blavier, Théâtre  Poème
- 1998 : L'Atelier des songes d'après la correspondance de Michel de Ghelderode, Théâtre Poème
- 1998 : ''Scènes d’amour et de guerre d'après des textes d’Albanie, de Roumanie, du Congo (RDC), du Québec, Fabrique de Théâtre
- 2000 : Sorties de secours d'après les textes d’une dizaine d’auteurs belges, français, albanais et portugais, Théâtre-Poème
- 2000 : Laïos de Vincent Magos", Théâtre de Poche
- 2004 :Modeste proposition pour les enfants perdus d’après Jonathan Swift, Théâtre Poème
- Contes des nuits blanches et bleues d'Anna Stelkowicz, Centre culturel laïc juif
- 2015 : J'habite un pays fantôme de Kenan Görgün, Théâtre Traverse

## Adaptations
Premiers Chants a été adapté pour la télévision par No Télé en 1989. Les pièces de théâtre Ventre de papier et Eldorado ont été adaptées pour la RTBF en 2002. 

## Prix
Daniel Simon a reçu divers prix pour ses pièces et nouvelles. Ventre de papier  et Eldorado ont reçu le Prix du meilleur spectacle en 1986 et 1987. Premiers Chants a récolté le Prix du Meilleur Texte et Prix de la SACD en 1989.
Daniel Simon a reçu le prix de la SACD en 1990 et sa pièce La Veillée a reçu le Prix Promotion Théâtre en 1997. 
Il a également obtenu le prix Gauchez-Philippot en 2012 pour son recueil de nouvelles Ne trouves-tu pas que le temps change ?